# Bernardo Catalá de Valeriola
Bernardo Catalá de Valeriola (Valencia, 26 de octubre de 1568 – León, 2 de noviembre de 1608), fue caballero de la Orden de Calatrava y presidente fundador de la Academia de los Nocturnos. 
Celebró tres justas poéticas. La primera dedicada a la devoción de su mujer, la segunda al lugar donde iba a ser enterrado y la tercera a la casa en que vivía. Estas justas poéticas fueron publicadas en Valencia en el año 1602. Al final de su vida fue Corregidor de León.
- Datos: Q8246828